# Pavel Buráň
Pavel Buráň (Brno, 25 de abril de 1973) es un deportista checo que compitió en ciclismo en la modalidad de pista, especialista en las pruebas de keirin, ómnium y tándem.
Ganó tres medallas en el Campeonato Mundial de Ciclismo en Pista entre los años 1991 y 2000, y siete medallas en el Campeonato Europeo de Ómnium entre los años 1996 y 2004.

## Medallero internacional
| Campeonato Mundial | Campeonato Mundial       | Campeonato Mundial | Campeonato Mundial |
| Año                | Lugar                    | Medalla            | Competición        |
| ------------------ | ------------------------ | ------------------ | ------------------ |
| 1991               | Stuttgart (Alemania)     | Medalla de plata   | Tándem (A)         |
| 1992               | Valencia (España)        | Medalla de plata   | Tándem (A)         |
| 2000               | Mánchester (Reino Unido) | Medalla de bronce  | Keirin             |
| Campeonato Europeo |                          |                    |                    |
| Año                | Lugar                    | Medalla            | Competición        |
| 1996               | Moscú (Rusia)            | Medalla de plata   | Ómnium             |
| 1998               | Stettin (Polonia)        | Medalla de bronce  | Ómnium             |
| 1999               | Dalmine (Italia)         | Medalla de plata   | Ómnium             |
| 2001               | Brno (República Checa)   | Medalla de oro     | Ómnium             |
| 2002               | Büttgen (Alemania)       | Medalla de plata   | Ómnium             |
| 2003               | Moscú (Rusia)            | Medalla de bronce  | Ómnium             |
| 2004               | Valencia (España)        | Medalla de bronce  | Ómnium             |

1. 1 2 3 4 5 6 7  Campeonato Europeo realizado sólo para la disciplina de ómnium.